# Kreacionizmus
A kreacionizmus azon áltudományos nézetek gyűjtőneve, amelyek szerint az élet és az élővilág sokszínűsége valamilyen értelmes entitás (általában Isten) beavatkozásának az eredménye, azaz az élőlények fajai külön-külön lettek megteremtve. Keresztény kultúrkörben elsősorban a bibliai teremtéstörténeten alapuló eredetmagyarázatokat értik kreacionizmus alatt, de számos más változata van egyéb iszlám, hindu, héber, indián vallási irányzatoktól az űrlények általi genetikai beavatkozásokig. Rendszerint idesorolják az intelligens tervezést is mint „bújtatott kreacionizmust”, noha a mozgalom tagjai és a magukat kreacionistaként azonosítók ezzel nem értenek egyet.
A modern kreacionizmus nagyrészt a fundamentalista vallásoknak a vallási liberalizmusra és a modern biológiára adott válasza, amelynek célja annak igazolása, hogy a vallás szent iratainak (és így teremtéstörténetének) „szó szerinti”, a valóság közvetlen leírásaként való értelmezése intellektuálisan védhető vagy egyenesen bizonyítható álláspont. Ennek részeként cáfolni próbálják a tudomány számos eredményét, mindenekelőtt az evolúció elméletét, a szövegkritikát és a liberális teológiát. Habár tudományos mozgalomnak tekintik magukat, elsősorban nem tudományos, hanem társadalmi vagy politikai mozgalmak, a tudományos életben csak elhanyagolható mértékben vannak jelen. A nagyobb támogatottságú kreacionista irányzatok fő célja a kreacionista teremtéstörténetek iskolai oktatása az evolúció mellett vagy helyett.
A Közel-Keleten uralkodó iszlám kreacionizmuson kívül általában nem jutnak olyan politikai és társadalmi támogatáshoz, hogy a tudományos világra és az oktatásra hatással legyenek. A bibliai kreacionizmus a nyugati világban főleg az Egyesült Államokban terjedt el, ahol felmérések szerint nagyjából a népesség fele vallja ezt a nézetet; természettudományos tananyagként való oktatása azonban állami iskolákban ott is tilos 1987 óta. A kreacionizmus csak nagyjából 1929-től vált a fundamentalista keresztény mozgalmak evolúció és gyakran általánosan tudomány elleni eszközévé, a kifejezés eredetileg az egyes lelkek az anyagi testbe való helyezésük előtti létrehozására vonatkozott.
A kreacionizmus számos válfajának alapvető közös tulajdonsága az evolúciós elmélet elutasítása. A fundamentalista vallási mozgalmak tagadják az evolúciót, mivel az ellentmond az általuk szó szerint igaznak tartott teremtéstörténet(ek)nek, továbbá az embert a természet és az élővilág részeként kezeli, míg a monoteista vallások az embert a többi teremtmény fölé emelik. Sokszor a biológián túl más olyan tudományterületeket is támadnak, amelyek nem egyeztethetőek össze vallási tanításaikkal. Mindenekelőtt a bibliai teremtéstörténet szó szerinti értelmezésével összeegyeztethetetlen fizikai és geológiai elméleteket, mint az ősrobbanás, a radioizotópos kormeghatározás vagy a kontinentális lemezek vándorlása.

## Kreacionizmus és tudomány
Tudományos körökben a kreacionizmust áltudománynak tartják; 2006-ban 67 tudományos akadémia írt alá egy, a kreacionista mozgalmakat a tudományos oktatás aláásásával vádoló nyilatkozatot. A Magyar Tudományos Akadémia hasonlóan foglalt állást az ügyben. Ezzel szemben a teremtéshitet sok tudós összeegyeztethetőnek tartja az evolúció elméletével és a modern tudománnyal általában.

## A kreacionizmus főbb típusai
- „fiatal föld” kreacionizmus (Young Earth Creationism – YEC)
- „idős föld” kreacionizmus (Old Earth Creationism – OEC)
- intelligens tervezés mozgalom (Intelligent Design – ID)
- réselmélet
- iszlám kreacionizmus
- védikus kreacionizmus

## A „fiatal föld” kreacionizmus (YEC)
A fiatal föld kreacionizmus  a teremtéstörténet szó szerint vételén alapul, általában a neoprotestáns vallási irányzatokra jellemző. Alapvető keretrendszere:
- A világegyetemet, az életet, a kezdeti fajokat (teremtett fajok – baramin) a bibliai Isten teremtette, és a bibliai teremtéstörténet ennek pontos leírása.
- A teremtés néhány ezer évvel ezelőtt volt: általában 6-7000 év, de a néhány tízezer évvel ezelőtti eredet elképzelése is ebbe a csoportba tartozik.
- Nem létezik makroevolúció, a genetikai változások nem okoznak komplexitásnövekedést.
- A Föld mai felszínét alapvetően egy globális, katasztrofális vízözön alakította ki.

## Az „idős föld” kreacionizmus (OEC)
Az idős föld kreacionizmus  felfogása – a „fiatal föld” kreacionizmussal ellentétben – nem vonja kétségbe az elfogadott tudományos álláspontot a Föld és az univerzum koráról, így bizonyos szintig összeegyeztethető a kozmológia és a geológia néhány alapvető tételével. Emellett továbbra is kitart az evolúció hamissága mellett és a Bibliai teremtéstörténetet többé-kevésbé szó szerint elfogadja, azzal a különbséggel, hogy a Bibliában szereplő hat nap nem hat 24 órás napnak felel meg. Ezzel kapcsolatban több értelmezés is létezik:
- A szerkezeti (framework) értelmezés szerint a történet egy funkcionális vázat határoz meg és így a napok valójában nem is kronológiai sorrendként értendők.
- A nap-korszak kreacionizmus (Day-Age Creationism) értelmezés szerint a teremtéstörténet egyes napjai nem 24 órás földi napok, hanem akár több százmillió évig tartó földtörténeti korszakok. A héber „nap” (yom) szó a megfelelő kontextusba helyezve jelenthet korszakot, hosszú időtartamot is.

## Az intelligens tervezés (ID)
Viszonylag újkeletű jelenség, a huszadik század végén jött létre az Egyesült Államokban. Arra a feltevésre alapszik, miszerint az élővilágban léteznek olyan összetett rendszerek, melyek kialakulását a Darwini evolúció nem tudja megmagyarázni. Ebből kiindulva azzal érvel, hogy egy intelligens tervezőre van szükség az élet kialakulásának és fejlődésének megmagyarázásához, aki képes volt az ilyen összetett gépek létrehozására. Magát tudományos elméletnek vallja, ám kritikusai szerint ez csupán álca és a mozgalom valójában egy újabb kreacionista próbálkozás a vallás "visszacsempészésére" az iskolákba. Ezt a vádat a mozgalom vezetői sokáig tagadták és azzal érveltek, hogy ők nem azonosítják a tervezőt sem a keresztény sem más vallás istenével. A 2005-ös Kitzmiller kontra doveri iskolaszék per döntése azonban kimondta, hogy az intelligens tervezés egyértelműen vallásos alapú és nem tekinthető tudományos nézetnek. Az 1999-ben kiszivárgott Ék-dokumentum (Wedge Strategy), melyet az intelligenstervezés-mozgalom hátterében álló Discovery Institute vezetői maguk fogalmaztak meg szintén hasonló képet fest a mára már komoly politikai befolyással rendelkező társaság céljairól.
Annak ellenére, hogy mind a bíróság, mind a dokumentum által bizonyosnak látszik a vallási indíttatás, a mozgalomnak sikerült bejuttatnia tanait több amerikai tagállam iskoláiba, és jelenleg is politikai lobbizás útján próbálják kiterjeszteni befolyásukat további tagállamok oktatási rendszerébe.
Európai befolyásuk jelenleg minimálisnak tekinthető, de itteni pártfogóik komoly pénzügyi támogatásban részesülnek az USA-beli szervezetektől, valamint többnyire fundamentalista vallási felekezetektől.

## Főbb magyar képviselői
- Értelmes Tervezettség Mozgalom Egyesület (ÉRTEM)
- Magyar Keresztény Tudományos Társaság
- Protestáns Teremtéskutató Kör